# Johannes Møllehave
Johannes Volf Møllehave (født 4. januar 1937 på Frederiksberg, død 10. maj 2021) var en dansk præst, forfatter og foredragsholder.

## Baggrund
Johannes Møllehave var søn af skoleinspektør Axel Møllehave (død 1967) og lærer Ester Volf (død 1969). Mellem 1949 og 1953 gik Johannes Møllehave i mellemskolen på Sct. Jørgens Gymnasium. Her gik han sammen med den senere forfatter Rolf Bagger og havde Johannes Nørvig som dansklærer. Nørvig oplæste Villy Sørensen for klassen, endnu før han var udgivet,
og Møllehave huskede oplæsningen af Sørensens klassiker Blot en drengestreg. 
Johannes Møllehave blev Student fra Metropolitanskolen i 1956 og fik sin teologiske embedseksamen i 1963. Han var kaldskapellan ved Greve-Kildebrønde 1964-1966, præst ved Statsfængslet i Vridsløselille 1966-1969, seminarielektor 1967, sognepræst ved Virum Kirke 1973-1987 og præst ved Den Danske Kirke i Bruxelles 1987-1991.
Han blev den 21. juni 1958 gift med socialrådgiver og forfatter Herdis Møllehave.

## Virke som skribent og foredragsholder
Han var konsulent ved Danmarks Radios underholdningsafdeling og medforfatter til Dronningmølle-Revyen 1964-1966. Han interesserede sig specielt for Søren Kierkegaard, H.C. Andersen, Storm P. og William Shakespeare. Han var en meget produktiv forfatter med sans for både humoren og alvoren. Han skrev bøger, bibelske gendigtninger, litteraturbeskrivelser, lavede oversættelser, skrev viser og revytekster til radio og tv. Endvidere skrev han flere boganmeldelser og kommentarer i dagspressen, og han var rejseleder.
Han boede 15 år i Brighton i England, hvor han studerede teater, specielt Shakespeare.
Han var en meget brugt foredragsholder, med et stort og varieret udbud af emner, eksempelvis Graham Greene, Mark Twain, Karen Blixen, Søren Kierkegaard, Brødrene Karamazov, Kærlighed og dæmoni, venskab, dansk kultur, Kafka, folkeeventyr, de islandske sagaer og meningsløshed.
Da Møllehave i 1997 fyldte 60 år, gennemgik han en hjerteoperation, udført af den svenske hjertekirurg Gösta Pettersson. Man kan i bogen Du har rørt ved mit hjerte af Karen Thisted læse om deres usædvanlige venskab.
Hans nære venskab med Benny Andersen skildres i bogen Det skal mærkes, at vi lever fra 2003. I erindringsbogen Så forskellige sind skriver Møllehave om Andersen: "Da faldt jeg for ham, og har siden ikke rigtigt kunnet komme på højkant igen."[kilde mangler]
Han valgte den 16. juli 2009 af helbredsgrunde at stoppe med at holde foredrag. Møllehave udtalte i denne forbindelse: "Jeg vil nødig huskes som ham, der ikke kunne huske sine foredrag. Så vil jeg hellere huskes, som ham der kunne."  Møllehaves flid blev understreget i Billed-Bladet, da han i 2017 rundede de 80.
Den 10. maj 2021 blev han fundet død efter længere tids sygdom. Dagen forinden havde han været i Marmorkirken med sin søn.

## Starten på revyteksterne
Møllehave fortæller i erindringsbogen Så forskellige sind, at da han som femtenårig var elev ved Metropolitanskolen, besvarede han en gang en opgave med rødt blæk. Lektor Erik Fox Maule, som Jørgen Reenberg huskede fra sin tid ved skolen og efterlignede i sin rolle som admiralen i operetten H.M.S. Pinafore, bad Møllehave om for fremtiden at anvende blåt blæk, da rettelserne blev skrevet med rødt. Møllehave svarede:
Hvis det gør Dem stødt
at jeg skriver rødt,
kan jeg jo godt
gå over til blåt. 
Fox Maule rimede tilbage:
Det vil faktisk
være praktisk.
Møllehave svarede så også på det, og Fox Maule rundede af med:
Johannes osse kaldet Møllehave,
du tror du slår mit vers med køllestave.
En sådan spot kan kun en bølle lave.
Året efter tog Møllehave fat på at skrive revytekster.

## Priser
- 1980 Boghandlernes gyldne Laurbær
- 1980 Årets forfatter
- 1986 H.C. Andersen-prisen
- 1991 Årets Johannes-prisen
- 1993 Årets børnebogsforfatter
- 1994 Danskernes yndlingsforfatter
- 1994 Rosenkjærprisen
- 1997 Niels Mathiassens Mindelegat
- 2002 Den Gyldne Grundtvig
- 2005 Modersmål-Prisen
- 2007 Bibelselskabets pris
- 2012 Den Danske Publicistklubs Publicistpris